# NGC 340
NGC 340 é uma galáxia espiral (Sb) localizada na direcção da constelação de Cetus. Possui uma declinação de -06° 51' 58" e uma ascensão recta de 1 horas, 00 minutos e 34,8 segundos.
A galáxia NGC 340 foi descoberta em 27 de Setembro de 1864 por Albert Marth.